# دوروثي بينيت
دوروثي بينيت (بالإنجليزية: Dorothy Bennett)‏ (1907 - 1988)؛ كاتِبة، سيناريست وروائية أمريكية.

## روابط خارجية
- دوروثي بينيت على موقع IMDb (الإنجليزية)
- دوروثي بينيت على موقع قاعدة بيانات الفيلم (الإنجليزية)